# Yael Falcón Pérez
Yael Cristian Falcón Pérez (Buenos Aires; 15 de diciembre de 1988) es un árbitro de fútbol argentino, que dirige en la máxima categoría de su país desde 2019. Desde 2022, es árbitro internacional representando a la Argentina.

## Carrera
En el año 2017 se disputaba la final del reducido de la Primera C donde se enfrentaban San Miguel y Defensores Unidos. Durante el encuentro se produjo un choque de cabezas entre los jugadores Javier Velázquez e Isaías Olariaga quedando este último tendido en el suelo con convulsiones. En ese momento Falcón Pérez logró asistirlo gracias a sus conocimientos en primeros auxilios y salvar la vida de Olariaga.
Debutó en la máxima categoría del fútbol argentino en el partido entre Unión y Newell's Old Boys en la decimoséptima fecha del Campeonato de Primera División 2018-19.
En 2022 fue criticado por terminar el partido sin acudir al VAR tras una clara mano en el encuentro entre Platense y Argentinos Juniors.
En 2023, en el empate 1 a 1 del clásico de Avellaneda, fue criticado por sancionar un penal a Independiente a favor de Racing. El árbitro se defendió ante los medios, aludiendo a que "cualquiera podía cometer un error, y que su decisión tenía un fundamento explícito en el reglamento". Algunos integrantes de la barra brava de Independiente amenazaron de muerte a su familia y a él.

## Estadísticas
| Competición                                 | Organizador | Años    | PD | Amonestado | Prom. | Expulsado | Prom. |
| ------------------------------------------- | ----------- | ------- | -- | ---------- | ----- | --------- | ----- |
| Primera División de Argentina               | AFA         | 2019–   | 17 | 78         | 4,59  | 4         | 0,23  |
| Copa de la Liga Profesional                 | AFA         | 2021–   | 8  | 43         | 5,37  | 1         | 0,12  |
| Primera B Nacional                          | AFA         | 2017–   | 51 | 247        | 4,84  | 14        | 0,27  |
| Copa Argentina                              | AFA         | 2018–   | 6  | 18         | 3     | 1         | 0,16  |
| Totales                                     | Totales     | Totales | 82 | 386        | 4,71  | 20        | 0,24  |
| Datos actualizados al 22 de febrero de 2022 |             |         |    |            |       |           |       |

Fuente: livefutbol.com